# 句渠知
句 渠知（こう きょち、生没年不詳）は、中国の五胡十六国時代に活動した反乱勢力の首領。巴賨族の出身。前趙より自立し、大秦王朝を建立した。

## 生涯
句渠知は巴賨族の酋長であり、一族は前趙皇帝である劉曜の支配下にあった。
光初3年（320年）6月、巴賨族の酋長である句徐・厙彭らは、劉曜配下である長水校尉の尹車・解虎と結託し、劉曜に対して謀反を起こさんと画策した。しかし、計画が露見してしまい、劉曜は句徐・厙彭を始め50人余りを阿房宮に監禁し、処刑しようとした。游子遠は叩頭しながら諫めたが、劉曜は聞き入れずに句徐らを虐殺した。さらに、屍を10日間市に晒した後に川へ捨てた。句渠知はこれに激怒し、劉曜への報復を掲げて挙兵すると、周辺の巴賨族・氐族・羌族・羯族30万人以上がこれに呼応した。句渠知は国号を大秦として自立し、改元して平趙と号した。関中は大混乱に陥り、昼間でも城門が閉ざされるようになった。
劉曜は内外に戒厳令を敷くと、游子遠の策に従い領内に大赦を下し、游子遠を車騎大将軍・開府儀同三司・都督雍秦征討諸軍事に任じ、乱の平定を任せた。
游子遠が軍を率いて雍城に入ると、10万を超える民が游子遠の下に帰順した。さらに、游子遠は安定に軍を進めると、氐族・羌族も大半が句渠知の下から離反した。句渠知は宗党5千家余りと共に陰密に拠って対抗した。游子遠は陰密に進攻すると、句渠知は大敗を喫し、陰密は陥落した。その後の句渠知の動向は不明である。